# Janusz Rożek
Janusz Henryk Rożek (ur. 18 grudnia 1921 w Lublinie, zm. 4 lipca 2013 w Górnem) – polski rolnik i polityk, poseł na Sejm X kadencji.

## Życiorys
Syn Andrzeja i Natalii. Ukończył trzy klasy gimnazjum w Lublinie. W czasie II wojny światowej usiłował przedostać się do Polskich Sił Zbrojnych, jednak został schwytany i odesłany z powrotem, później był żołnierzem Batalionów Chłopskich i Armii Krajowej. W latach 1945–1947 służył jako chorąży w Korpusie Bezpieczeństwa Wewnętrznego, został wydalony z wojska za członkostwo w Polskim Stronnictwie Ludowym. Prowadził gospodarstwo rolne na Lubelszczyźnie. Od 1977 zaangażował się w działalność Ruchu Obrony Praw Człowieka i Obywatela. W 1978 powołał pierwszą niezależną organizację rolników (Tymczasowy Komitet Samoobrony Chłopskiej Ziemi Lubelskiej). Na początku lat 80. został jednym z liderów Niezależnego Samorządnego Związku Zawodowego Rolników Indywidualnych „Solidarność”. W stanie wojennym został internowany na okres od 13 grudnia 1981 do 28 kwietnia 1982. Skazano go następnie na karę trzech lat pozbawienia wolności za napisanie apelu do wojskowych o niesubordynację, w 1983 uzyskał zwolnienie na mocy amnestii.
Był posłem X kadencji z ramienia Komitetu Obywatelskiego, wybranym w okręgu lubartowskim. W 1990 został wiceprezesem PSL Mikołajczykowskiego. Od 2008 do śmierci zasiadał w radzie naczelnej Stronnictwa Ludowego „Ojcowizna”.
Pochowany na cmentarzu przy ul. Lipowej w Lublinie.

## Odznaczenia
- Krzyż Komandorski Orderu Odrodzenia Polski (2008)[3]
- Krzyż Walecznych
- Krzyż Partyzancki
- Medal za Warszawę 1939–1945
- Medal za Odrę, Nysę, Bałtyk
- Medal „Za udział w walkach o Berlin”